# Carpignano Salentino
Carpignano Salentino é uma comuna italiana da região da Puglia, província de Lecce, com cerca de 3.843 habitantes. Estende-se por uma área de 48 km², tendo uma densidade populacional de 80 hab/km². Faz fronteira com Calimera, Cannole, Castrignano de' Greci, Martano, Melendugno, Otranto.

## Demografia
| Variação demográfica do município entre 1861 e 2011                               |
|                                                                                   |
| Fonte: Istituto Nazionale di Statistica (ISTAT) - Elaboração gráfica da Wikipedia |